# شکلات خرگوشی

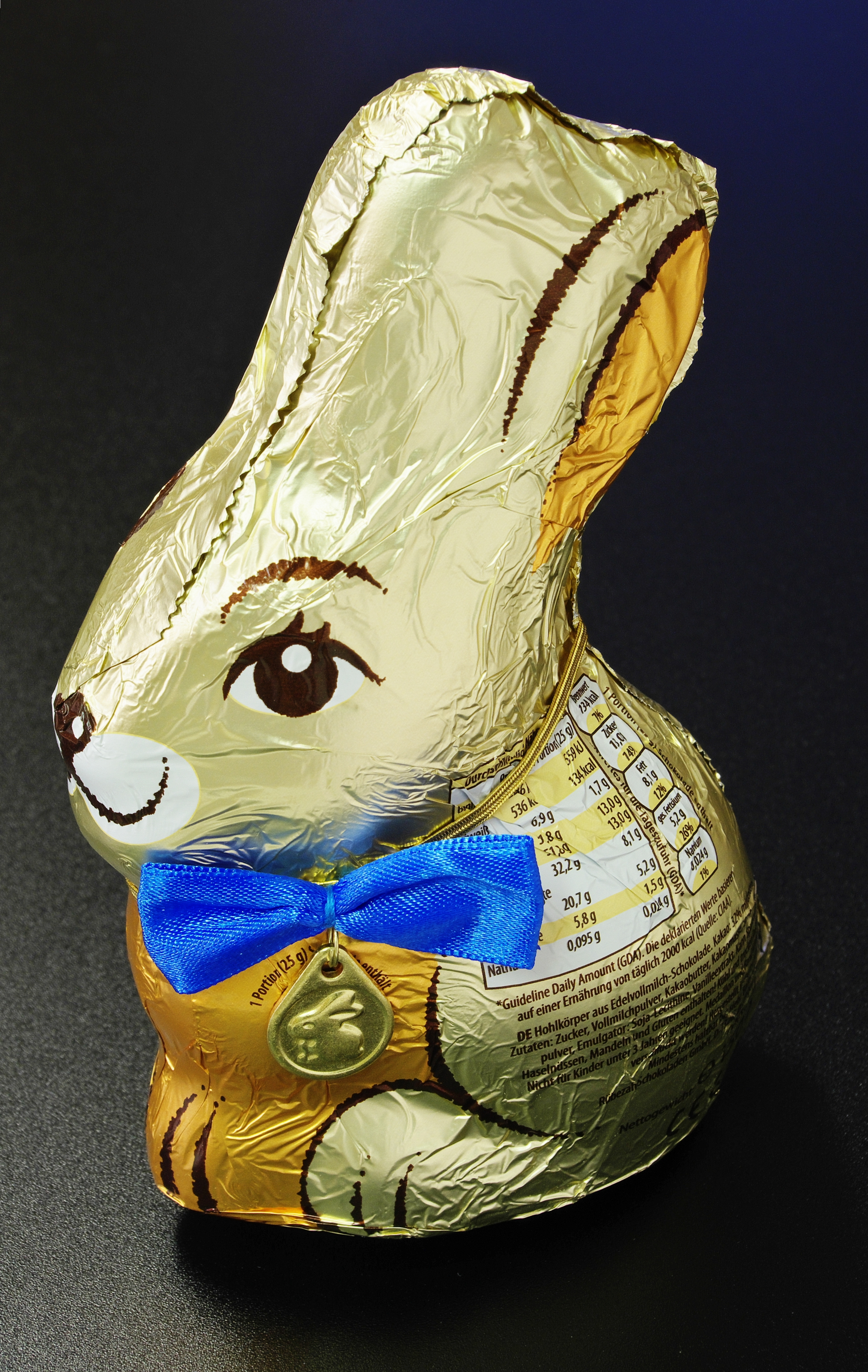
یک شکلات خرگوشی در پوشش فویل رنگارنگ

شکلات خرگوشی یا خرگوشک شکلاتی (به انگلیسی chocolate rabbit یا chocolate bunny)، قطعه ای شکلاتی در شکل خرگوش (غالباً توخالی) می‌باشد. علت استفاده از کاکائو به عنوان شیرینی مربوط به تعطیلات مذهبی عید پاک است که همه ساله در ماه‌های مارس و آوریل برگزار می‌شود. این محصول در شکل‌های پیچیده شده در فویل رنگی، داخل جعبه تزئین شده یا به صورت ساده (خود شکلات، بدون هیچ پوششی) موجود است